# Orologio universale

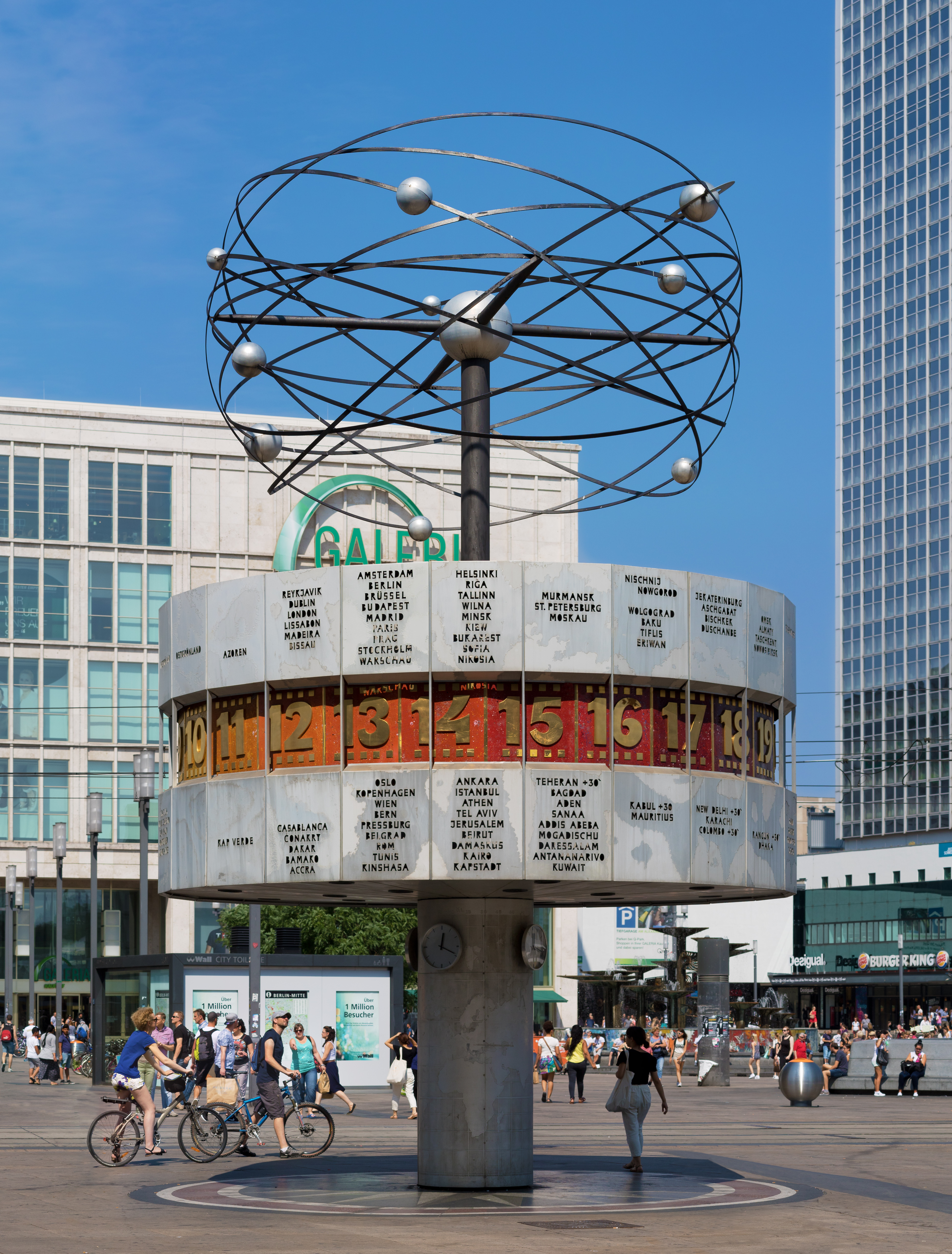
Urania Weltzeituhr a Berlino

Un orologio universale è uno strumento che mostra l'ora di molti o tutti i fusi orari del mondo.
Mentre gli orologi universali degli ultimi decenni erano generalmente costituiti da installazioni di grandi dimensioni (uno dei più celebri è l'Urania Weltzeituhr di Alexanderplatz a Berlino), da qualche anno ci sono modelli sempre più piccoli a funzionamento digitale, che possono stare su una scrivania o anche al polso tenendo conto anche dell'eventuale cambiamento di data.
Il funzionamento, semplice a prima vista, basato sulla divisione in 24 fusi orari (nei quali, partendo da Greenwich, ogni 15 gradi di longitudine l'orario si sposta di un'ora), è complicato dall'ora legale, dalle ore locali e dai salti di mezz'ora frequenti nella regione asiatica.